# Michelle McManus
Michelle McManus, född 8 maj 1980 i Glasgow,  är en skotsk dokusåpadeltagare och sångerska. McManus vann sångtävlingen Idols år 2003. Hon har haft viss framgång i sitt hemland. Michelle McManus har också varit med i ett timlångt program av You Are What You Eat 2005, där hon fick lära sig vilken kost och träning hon skulle ha för att fortare gå ner i vikt.

## Diskografi
Studioalbum
- 2004 – The Meaning of Love

Singlar
- 2003 – "All This Time" (UK #1)
- 2004 – "The Meaning of Love" (UK #16)
- 2007 – "Just For You"
- 2012 – "Take You There" (med Mànran)